# 8246 Kotov
A 8246 Kotov (ideiglenes jelöléssel 1979 QT8) a Naprendszer kisbolygóövében található aszteroida. Nyikolaj Sztyepanovics Csernih fedezte fel 1979. augusztus 20-án.